# کیلمانا (میشیگان)
کیلمانا (به انگلیسی: Kilmanagh) یک منطقهٔ مسکونی در ایالات متحده آمریکا است که در شهرستان هورون، میشیگان واقع شده‌است. کیلمانا ~۳۰ نفر جمعیت دارد و ۱۸۷ متر بالاتر از سطح دریا واقع شده‌است.